# Мецхал
Мецхал (ингуш. Мецхал) — село в Джейрахском районе Республики Ингушетия.

## Название
По народной этимологии, название состоит из двух частей — меца (голод, голодный) и хала (трудный), и переводится как «трудный (тяжёлый) голод». По предании, на месте Мецхала проживала когда-то «благодатная птичка» — фаьра хьазилг. Якобы её гнездо разорили какие-то плохие люди, и впоследствии она улетела в Грузию. С тех пор, в Мецхале исчезла земная благодать. Возможно, топоним связан с грузинским названием ласточки — мерцхал или с древней столицы Грузии — Мцхета.

## История

### Возникновение
Вместе с селами Таргим, Эгикал, Хамхи и Фалхан, Мецхал считается одной из исторических колыбелей ингушского народа. Ингушские предания относят возникновение этих сёл к времён царствовании Тамары (XII в.).

### Ранняя история
Селение состояло из многочисленных (более 20) башней тейпа Котиевых. Их башенные комплексы были административным и культурно-экономическим центром поздно-средневекового Фяппинского общества. Селение находится северо-восточнее селения Фалхан, на отроге горы Маьт-лоам.
По данным российской переписи населения 1886 года в с.Мецхал проживало 20 семей, из них 19 семей тейпа Котиевых. Котиевы являлись известными строителями боевых башен. Местные ремесленники также умело владели навыками по обработке металла: зернение, чернение, золочение, инкрустацию разноцветными вставками. Наиболее известными центрами ювелирного дела у ингушей был Мецхал и другие.
Заметное место в истории религиозных верований занимает христианство, которое проникает к ингушам сначала со стороны Грузии (Xll-нач.-Xlll вв. и XVll в.), позже России (XVlll — XlX вв). В Ассиновской котловине были расположены три христианских храма Тхаба-Ерда, Альби-Ерда и Таргам-Ерда. Раннехристианские каменноящичные захоронения этого периода обнаружены у селения Мецхал и других.

## Состав башенного комплекса
Состав: 15 башен из них 2 боевые (16- и 18-метровые в пять этажей с плоской крышей и зубчатым венчанием) и 13 жилых, 4 склеповых могильника, 1 мавзолей, 1 святилище (Мецхали)

## Фотогалерея

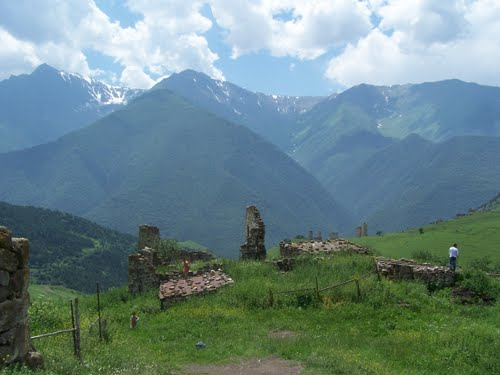
Мецхал, 2014 год.
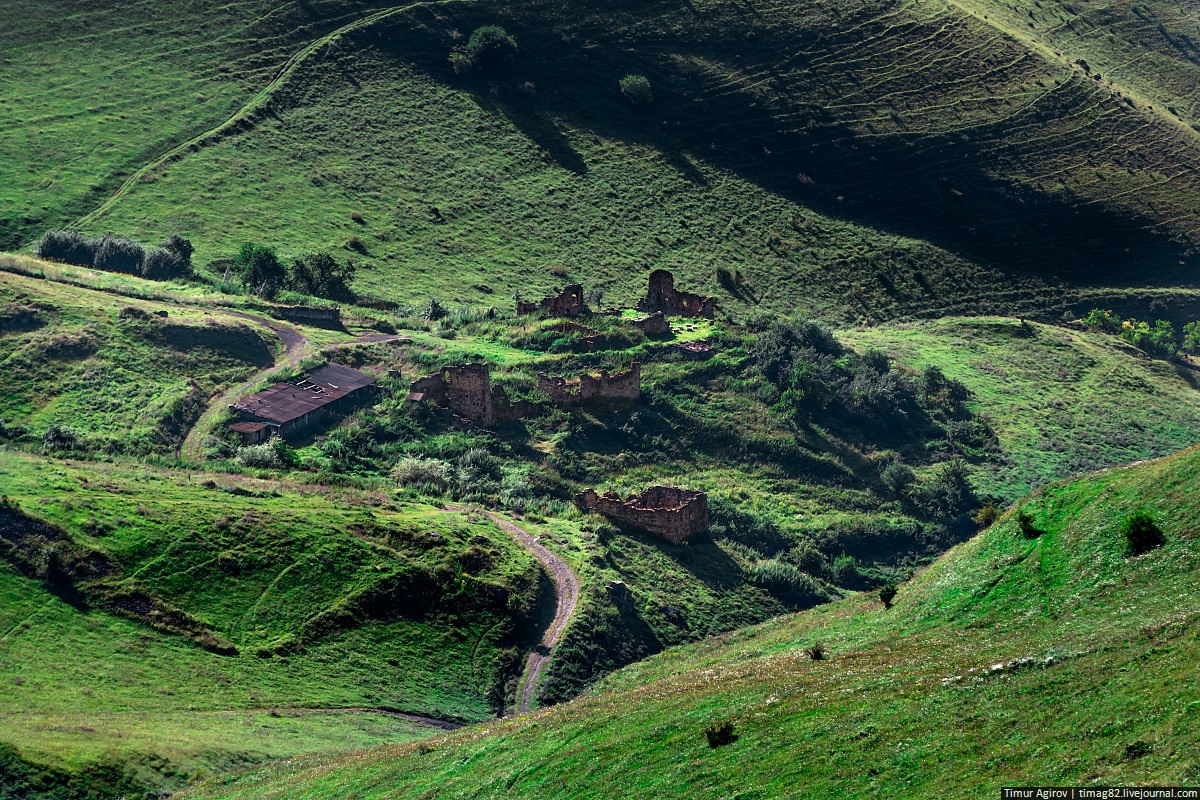
Руины Мецхала